# کونیگس‌اگوالد
کونیگس‌اِگوالد (به آلمانی: Königseggwald) یک شهر در آلمان است که در رافنسبورگ واقع شده‌است. کونیگس‌اِگوالد ۶۷۰ نفر جمعیت دارد.